# Futebolista sul-americano do ano 1972
O premio de jogador sul-americano do ano, foi atribuído a partir do ano de 1971 Até 1992
pelo jornal venezuelano "El Mundo". Este premio foi aberto para qualquer jogador sul-americano e foi reconhecído como oficial até o ano de 1985, sendo substituído posteriormente pelo jornal uruguaio, "El País", que recebeu status de oficial em 1986, passando a nomear, o "Rei de futebol da América", Elegendo somente jogadores sul-americanos e de clubes da América do Sul.

## Melhores jogadores do ano
Escolhidos Pelo diário venezuelano "El Mundo", por escritores de futebol da America do Sul. Qualquer jogador sul-americano era  elegível, não importando qual país ou continente ele jogasse.

Top 10
'Vencedores
```
 1. Teófilo CUBILLAS                       Peru      
 Alianza Lima (Per)

 2. Edson Arantes do Nascimento "PELÉ"     Brasil    
 Santos (Bra)

 3. Jair Ventura Filho "JAIRZINHO"         Brasil    
 Botafogo (Bra) 

 4. Eduardo Gonçalves de Andrade "TOSTÃO"  Brasil    
 Vasco da Gama (Bra)

 5. ADEMIR Da Guía                         Brasil    
 Palmeiras (Bra)

    Julio MONTERO CASTILLO                 Uruguai   
 Peñarol (Uru)

 7. Norberto ALONSO                        Argentina 
 River Plate (Arg)

    Elías FIGUEROA                         Chile     
 Internacional-RS (Bra)

 9. Rodolfo FISCHER                        Argentina 
 Botafogo (Bra)

 10.Carlos REINOSO                         Chile     
 América (Mex) 
```

- - Regulamento: Somente os três primeiros são premiados:

1. Bola de ouro
2. Bola de prata
3. Bola de bronze